# Danny Clapton
Daniel Robert Clapton, detto Danny (Londra, 22 luglio 1934 – Londra, 16 giugno 1986), è stato un calciatore inglese, di ruolo ala.

## Biografia
Nel 1970, poco dopo l'addio al calcio giocato, Clapton aprì un pub ad Hackney.
Anche suo fratello Denis è stato un calciatore professionista, che giocò per un breve periodo di tempo all'Arsenal e al Northampton Town.
Danny Clapton è deceduto il 16 giugno 1986 all'età di 51 anni.

## Carriera

### Club
Nato a Londra, inizia la propria carriera calcistica tra i dilettanti del Leytonstone, prima di venire acquistato dall'Arsenal nell'estate del 1953. Fece il proprio debutto con la maglia dei Gunners il giorno di Natale del 1954, in una gara contro il Chelsea vinta per 1-0. Da quel momento in poi divenne un pilastro della squadra, divenendo inoltre uno dei giocatori più presenti dalla stagione 1953-1954 alla 1958-1959.
Dopo l'ingaggio di Jackie Henderson e Alan Skirton, Clapton iniziò a restare in panchina sempre più spesso, fino a perdere totalmente il posto da titolare dopo l'arrivo di Johnny MacLeod nell'estate del 1961. Nel settembre 1962, dopo aver concluso l'ultima annata con sole 5 presenze, viene ceduto al Luton Town. Lascia il club dopo appena un anno, trasferendosi in Australia al Sydney Corinthians.

### Nazionale
Il 26 novembre 1958 debutta ufficialmente in Nazionale, giocando da titolare un'amichevole contro il Galles al Villa Park. Più tardi, quello stesso giorno, Clapton scese in campo anche con la maglia del proprio club, impegnato in un'amichevole contro la Juventus.